# Due di coppia

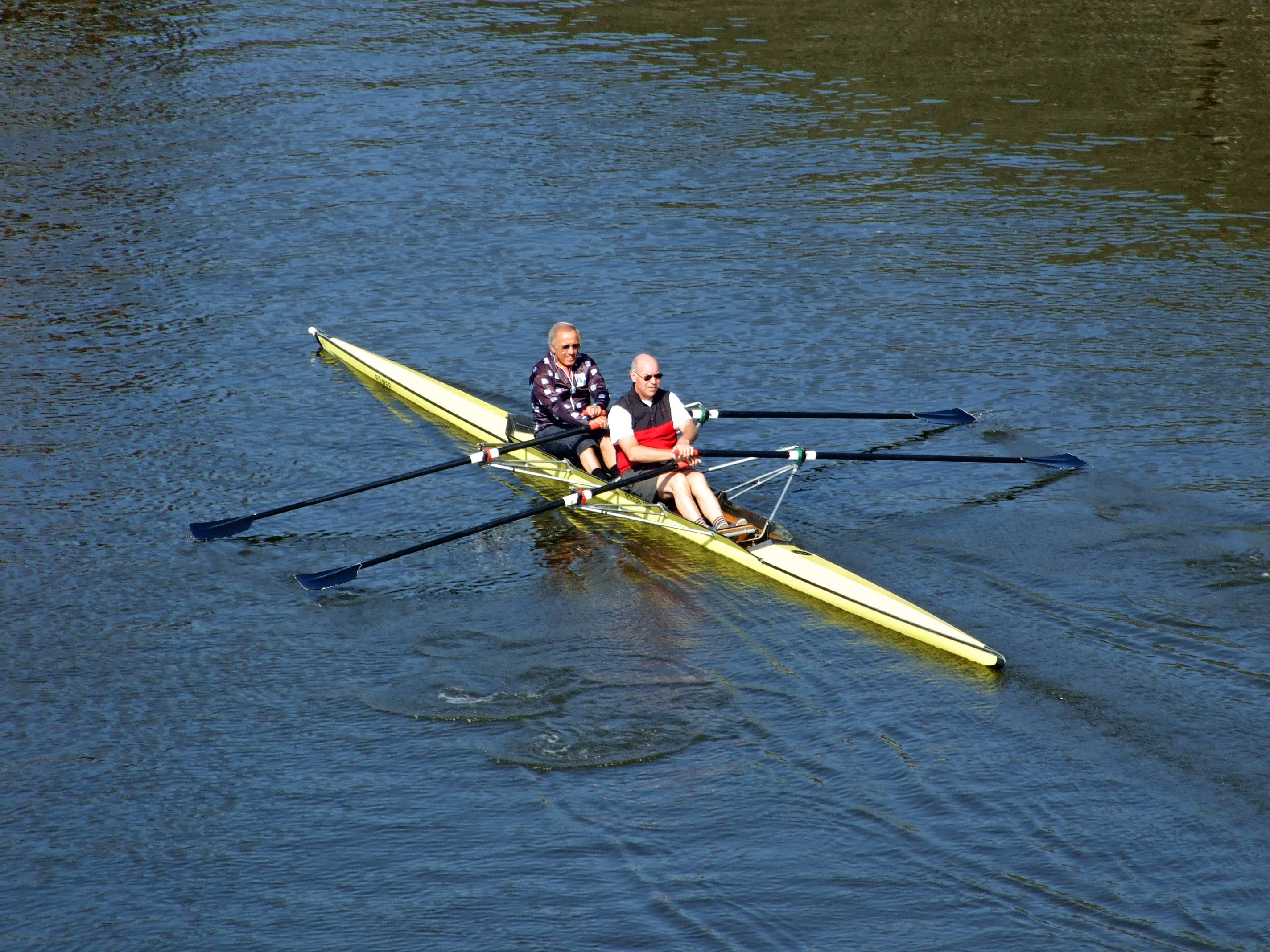
Una imbarcazione di due di coppia

Il due di coppia (abbreviato 2x), conosciuto anche come doppio è un'imbarcazione con cui si pratica lo sport del canottaggio.

## Descrizione
L'imbarcazione è lunga 10,5 m e pesa 28 kg, essa è realizzata in materiale composito (solitamente fibra di carbonio). Gli atleti impugnano due remi (come nel singolo e nel quattro di coppia).
Il due di coppia è specialità dello sport olimpico del canottaggio sin dalla III edizione dei Giochi olimpici di Saint Louis 1904.